# 分裂型人格障碍
，既被视作一種人格障礙，又被视作精神分裂症谱系的一种精神病性障碍，被视作后者时常称。分裂型障碍患者表现出类似轻度精神分裂症的症状，症状可能持续数年，强度和表现均有起伏变化，但一般不会發展成思覺失調症。患者认知与感知扭曲，情感淡漠，行为古怪，社交不适，常脱离于社会。盛行率约0.6～3.9%，更常见于男性。
在世界卫生组织《国际疾病分类》第11版（ICD-11）中，分裂型障碍属于精神病性障碍；在美国精神医学学会的《精神障碍诊断与统计手册》最新版（DSM-5-TR，2022）中，“分裂型（人格）障碍”在精神分裂症谱系障碍中列出了条头，但主体介绍仍在A类群人格障碍的“分裂型人格障碍”部分。

## 症状与诊断标准
在ICD-11中，分裂型障碍的典型特征被描述为“行为、外表和语言方面有一种持久的古怪模式，伴随着认知和感知扭曲，不寻常的信仰，以及对人际关系的不适感”。具体症状表现为：

持续的异常的言语、感知、信念、行为模式，但强度或持续时间达不到精神分裂症、分裂情感障碍或妄想性障碍的诊断要求。包括数条下列症状：
- 情感受限，冷漠和孤僻；
- 举止、外表奇特、古怪、异常，与文化规范不符；
- 缺少与他人的和谐关系，倾向社交隔离；
- 古怪信念、魔幻思维，使个体行为不符合文化规范，但达不到妄想障碍的诊断要求；
- 不寻常的知觉体验，如错觉、人格解体、现实解体、幻觉等；
- 猜疑与偏执观念；
- 含糊的、随境而转的、隐喻的、赘述的，或刻板的思维方式，表现为没有总体连贯性的古怪言语；
- 持续执着于一些观念且并非认为这种观念是外来的或不想要的，通常涉及身体扭曲、性或攻击性内容；

DSM-5-TR的诊断标准与ICD-11类似，主要差异在于没有ICD-11的最后一条“反刍观念”，且多了“牵连观念”（如认为自己前一天去的商店发生火灾与自己有关）与“社交焦虑”两条内容，个体需符合共9条标准的至少5条或以上。分裂障碍患者难以理解如目光接触之类的社交线索，也难以管理自己的感受，看上去显得“僵硬”或“尴尬”；因感到“与众不同”或不合群，他们更喜欢独处；他们社交焦虑的重要原因还包括怀疑他人的动机（即偏执）；除了一级亲属外，他们基本没有知己，对亲密关系也感到强烈不适。患者常认为自己具有特有功能，如可预感未来事件的发生，可读出他人的思想，可通过魔力控制他人等；他们常有不同寻常的兴趣，如超自然、灵异世界、传心术等等。
一些分裂型障碍症状可能在儿童期或青春期初次显现，常影响同伴关系与学业成绩。一般来说，分裂型障碍起病时间为青春期晚期或成年早期，不过并没有明显的正常与发病之间的界限。
尽管这些症状与精神分裂症相似，但严重程度不如精神分裂症，且患者始终维持着与现实的基本接触。分裂型障碍患者出现抑郁障碍、精神分裂症，或单次精神病发作的风险较常人高；30%~50%患者同时患有重度抑郁症；共病率较高的人格障碍有分裂样、偏执型、回避型和边缘型。

## 流行病学
分裂型障碍的盛行率各方估计不同，一般在0.6%~3.9%之间。男性略多于女性。

## 病因
分裂型障碍是A类群人格障碍（表现出类似精神分裂症的特征，另两种为偏执型人格、分裂样人格）中研究最多的。除人格障碍外，它又是一种轻度的精神分裂症谱系障碍，与精神分裂症谱系障碍（尤其是研究最多的精神分裂症）共享一些致病因素。

### 遗传因素
分裂型障碍患者在家族中聚集，通过基因传递，遗传度达0.81。此外，精神分裂症的一级亲属患病率远高于一般人群。调节NMDA受体系统的基因被发现与精神分裂症及分裂型障碍均相关。

### 神经生化与心理因素
分裂型障碍患者与精神分裂症表现出许多相似的神经生化异常。如分裂型障碍患者脑中的神经递质多巴胺失调，有几个脑区多巴胺含量异常偏高；大脑颞叶区域灰质更少；等等。但分裂型障碍患者的异常程度普遍轻于精神分裂症，乃至一些脑区（如前额叶）并未像精神分裂症患者一样表现出任何异常，这很可能是分裂型障碍的症状轻于精神分裂症的一大原因。分裂型障碍患者显示出与精神分裂症类似的认知缺陷，如言语不流畅、认知抑制困难、记忆缺陷等等。

### 社会环境因素
分裂型障碍患者同一般个体相比，更可能有童年不幸史，包括遭受身体/情感/性虐待，父母之一受到虐待或患有物质滥用或有坐牢经历等。同精神分裂症类似，城市生活、低社会经济地位等也可能增加分裂型障碍的发病率。

## 治疗

### 药物治疗
治疗分裂型障碍常使用和治疗精神分裂症相同的药物，只是剂量更小，包括传统抗精神病药（如氟哌啶醇、氨砜噻吨）和非典型抗精神病药（如奥氮平）。对明显感到痛苦的患者，也会使用抗抑郁药。

### 心理治疗
有关分裂型障碍的心理学理论很少，不过仍有心理疗法被提出。行为疗法通常为社交技能训练（尤其是提高社交能力的团体治疗）等。认知疗法则关键在教患者寻找支持其个人想法的客观证据，进而让他们自己放弃古怪想法；同时鼓励患者在出现各种古怪想法时忽视它们，而非作出严肃反应。